# 庆馀堂
庆馀堂位于江苏省苏州市吴中区金庭镇东村阴山38号，这是西山岛边的一个小岛。2009年7月10日列为第六批苏州市文物保护单位。
庆馀堂为典型清代苏州洞庭富商豪宅，建于清乾隆年间，现存门厅、楼厅及厢房三座古建，建筑面积416平方米，楼厅面阔达七间。建筑装饰精美。